# École nationale supérieure des beaux-arts
École nationale supérieure des Beaux-Arts (ENSBA) ( den nationale højskole for de skønne kunster), er en kunstskole i Paris. Skolen blev grundlagt i 1682.
Skolen har tilknytning til Akademiet for de skønne kunster, men den drives en som statslig skole under kulturministeriet.

## Bygninger
Skolen har både nyere og ældre bygninger. Den ældste bygning er resterne af et Augustinerkloster (Couvent des Grands-Augustins), der blev opløst under Revolutionen i 1793.